# Johannisborg

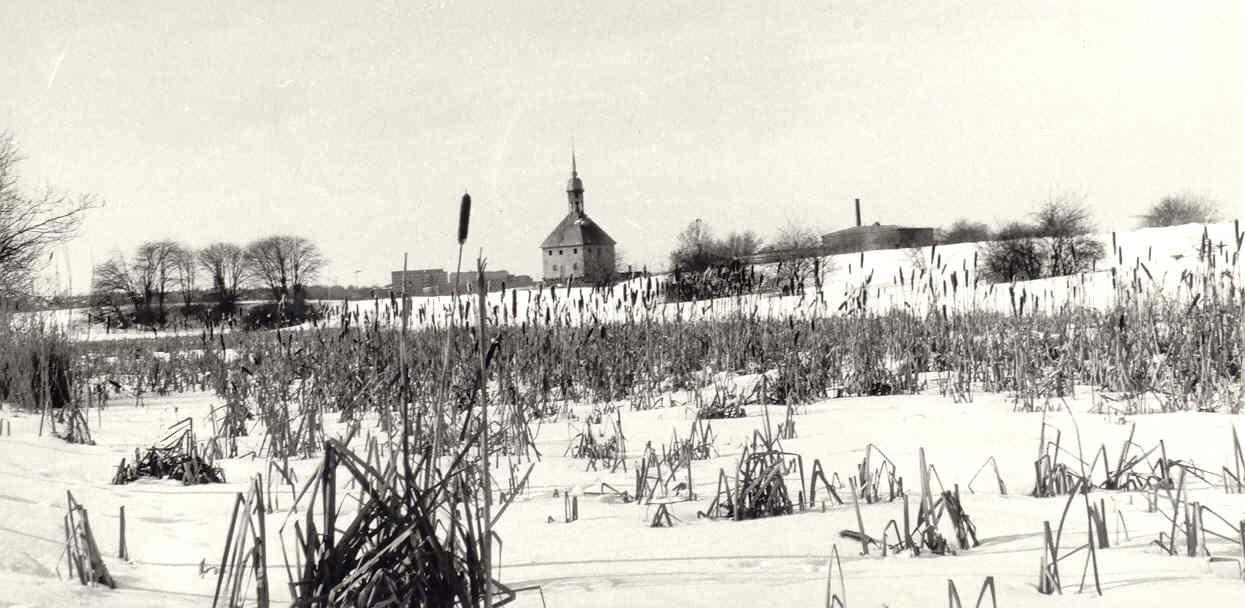
Porttornet och slottets vallar är det enda som återstår av Johannisborg i Norrköping. Vallgraven runt fästningen är sedan länge igenfylld, men fortfarande blir marken ofta sank i vårtider och vass frodas. På 1600-talet delade Motala ström sig här på Saltängens vattendränkta utmarker.

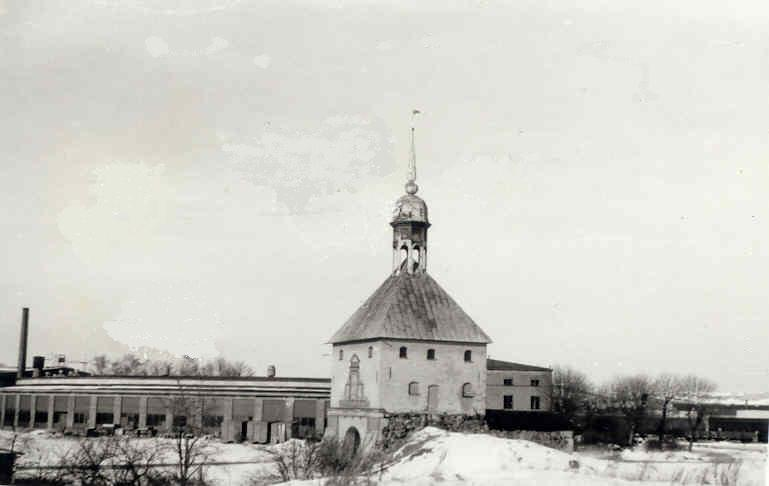
Johannisborgs porttorn pryds på framsidan av en relief över Johan, hertig av Östergötland. Slottsruinen är en fornlämning och tillika ett byggnadsminne.

Johannisborg är en ruin efter ett befäst slott, beläget i Norrköping norr om Motala ström. 
Den 3 maj 1613 lade hertig Johan av Östergötland och 700 utkommenderade soldater grunden till Johannisborg. Slottsbyggnaden uppfördes i tre våningar och med sex torn och sex tornspiror. Slottet hann dock inte bli färdigt före hertigen och hans gemål Maria Elisabets död på Bråborg 1618, då det hemföll till kronan. Inte heller befästningarna var färdiga 1618, då dessutom en del av vallen rasat; detta reparerades, och arbetena fullföljdes i övrigt, men ännu 1627 behövdes sten till "Norrköpings slottsbyggnad", som emellertid taktäcktes 1639 och därefter en tid hölls i någorlunda gott stånd.
Den egentliga arkitekten bakom slottsprojektet var Hans Fleming som också hade varit skaparen av Norrköpingshus, det gamla slottet i Norrköping som förstördes i en brand 1604. Johannisborg anlades annorlunda än föregångaren. Det nya slottet skulle vara starkt befäst och ett lås för staden, som hindrade fientliga anfall från kusten. Samtidens kontinentala befästningskonst gav riktlinjerna. De omgivande befästningarna utgjordes av en bastionerad femhörning med våt grav och fausse braie, samt på sydsidan porttorn och portravelin; bestyckningen skulle utgöras av 30 18-pundiga kanoner, men så många kom nog aldrig dit. Lika lite den 3 600 mans besättning som man hade plats för på den 130 000 kvadratmeter stora befästningen.

## Drottning Kristina
I samband med drottning Kristinas nedläggande av kronan 1654 fick hon till underhållsländer för sin försörjning bland annat ”Norrköpings stad och slott (Johannisborg)”, troligtvis besökte hon både staden och slottet vid sin avresa landvägen till kontinenten i juni 1654. 
Vid hennes efterträdare Karl X Gustavs död 1660 vet man att hon kom till Sverige för att bevaka sina intressen och vid samma års riksdag lyckades hon utverka en bekräftelse på sina underhållsländer, dock med den försämringen att hon hädanefter måste avstå från rätten att tillsätta kyrkliga ämbetsmän. Drottningen hade i sina underhållsländer, bland annat ”Norrköpings stad och slott” haft rätten att tillsätta domare och ämbetsmän, även de kyrkliga, samt av underhållsländerna uppbära inkomsterna, även om dessa senare inte blev så stora som hon hade förväntat sig. 
Efter riksdagen vistades hon någon tid i Norrköping och Johannisborg (det har diskuterats i vilket skick slottet kunde ha befunnit sig i då, men man får väl anta att det var beboeligt, om inte hon vistades här så bosatte hon sig i Louis De Geers gamla hus på Saltängen – nära slottet – och levde hovliv), innan hon åter begav sig till kontinenten våren 1661. Ett sista Sverigebesök gjorde drottning Kristina 1667 och vi kan väl även här anta att hon på nytt besökte Johannisborg i Norrköping. Vid hennes död 9 april 1689 återgick Johannisborg med Norrköping och övriga underhållsländer till Sveriges krona.

## Senare tid
År 1719 var emellertid Johannisborg så förfallet, att det inte kunde hindra ryssarna att bränna Norrköping. 1720 började sten och tegel tas från slottet för iståndsättandet av de förstörda husen i staden. Numera syns få spår av slottet, men väl av befästningen och porttornet, vilket det senare, sedan det 1806 skadats av blixten, länge utgjorde en vacker ruin. Det har senare upprustats, så idag har porttornet åter tornspira i koppar och besökare kan ovanför portingången beskåda hertig Johans porträtt och en inskription på latin om att det var hertigen som lät uppföra byggnadsverket. 
Bastionvallarnas femhörning är inte komplett, utan endast tre hörn återstår sammanbundna med tornet. Resterande två hörn schaktades bort efter att Statens Järnvägar (SJ) 1913 beviljades byggnation inom det gamla slottsområdet. I slutet av 1980-talet byggde SJ och Posten en ny postterminal framför Johannisborgs slottstorn, vilket försvårar för nutida betraktare att få ett visuellt samband mellan denna försvarsanläggning från 1600-talet och staden den var avsedd att skydda.